# MTV Europe Music Award para Melhor Novo Artista
O MTV Europe Music Award de Melhor Novo Artista (em inglês, MTV Europe Music Award for Best New Act) é um dos quatro prêmios do MTV Europe Music Awards atribuídos desde a sua primeira edição, em 1994. Originalmente chamado de "Artista Revelação" (Breakthrough Artist) (1994-1999), foi brevemente renomeado para Future Sounds em 2006, tendo o vencedor sido escolhido por outros artistas. Em 2007, a categoria apresentou apenas artistas europeus escolhidos pelos espectadores de cada região da Europa. A cada dia, o artista com menos votos era eliminado e o vencedor tocaria ao vivo no EMA. Em 2008, o prêmio foi novamente renomeado, desta vez para seu nome atual.

## Vencedores e indicados
Os vencedores estão listados em primeiro lugar e assinalados a negrito.
† indica um artista vencedor do MTV Video Music Award de Melhor Artista Revelação .
‡ indica um MTV Video Music Award de Melhor Artista Revelação – artista indicado no mesmo ano.

### Década de 1990

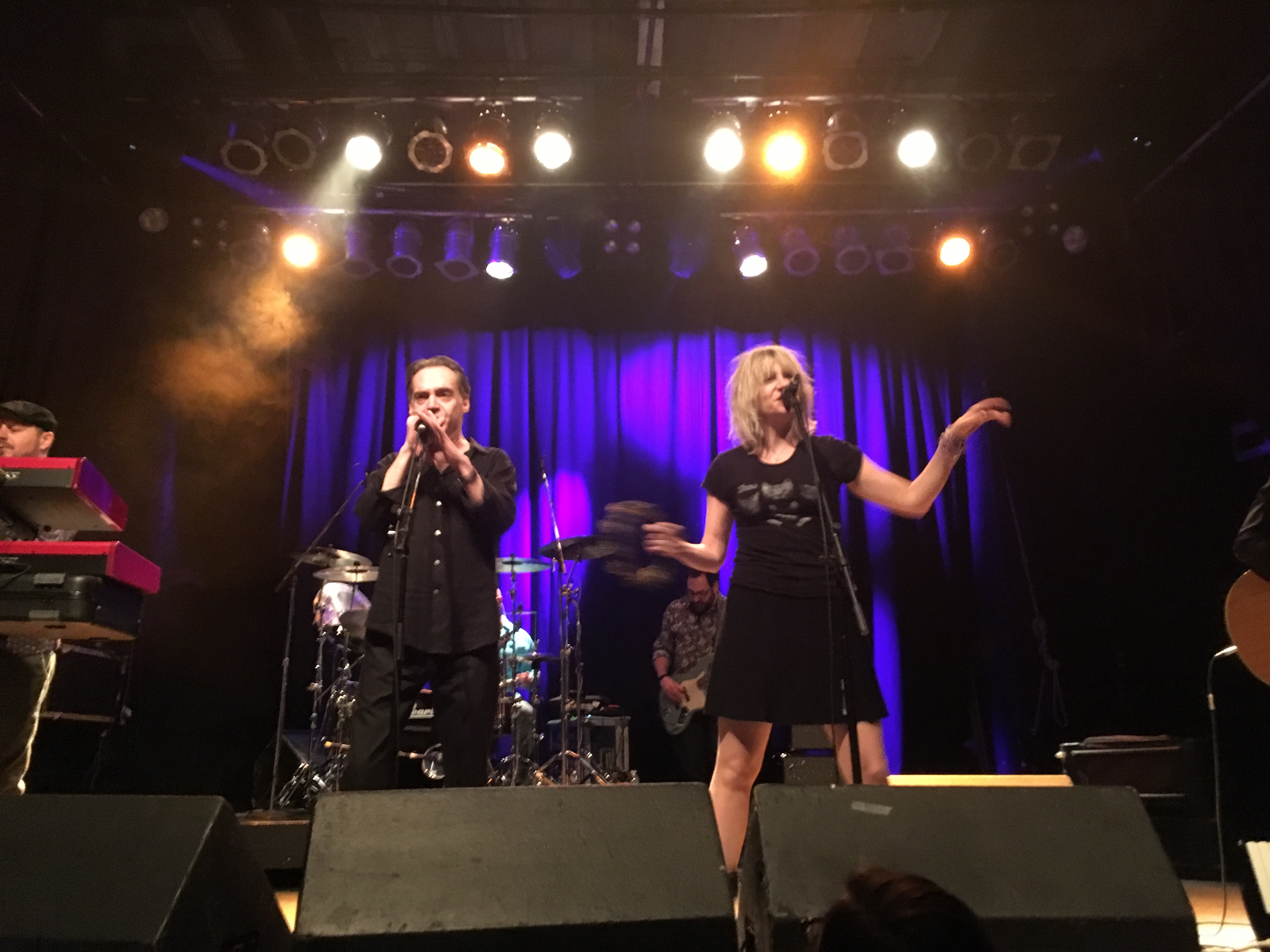
O grupo canadense Crash Test Dummies foi o vencedor inaugural do prêmio

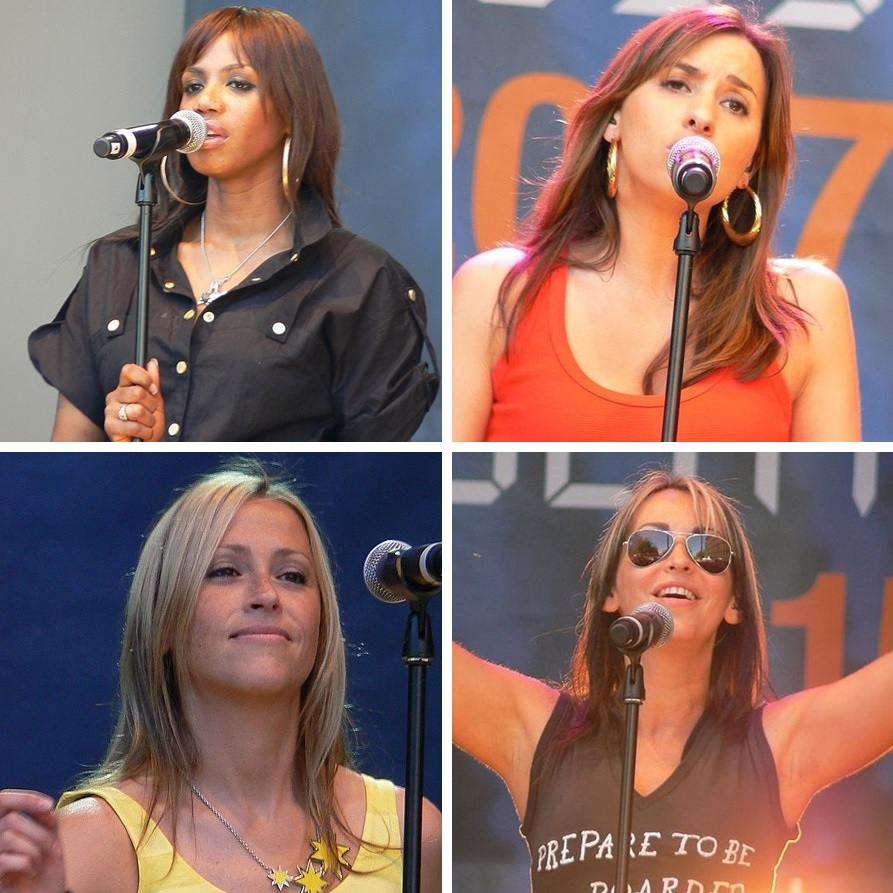
O grupo britânico All Saints foi o primeiro girl group a vencer a categoria

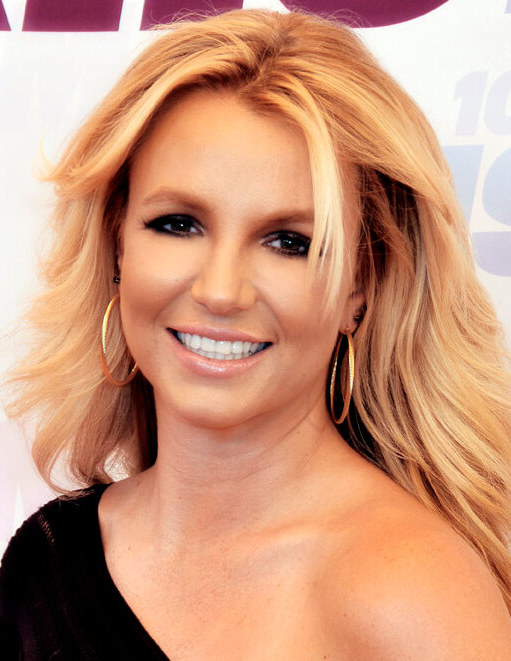
A americna Britney Spears foi a primeira artista a solo a vencer a categoria

| Ano                 | Artista | Ref |
| ------------------- | ------- | --- |
| 1994                |         |     |
| Crash Test Dummies  | [ 1 ]   |     |
| Beck                | [ 1 ]   |     |
| Deus                | [ 1 ]   |     |
| Therapy?            | [ 1 ]   |     |
| Whale               | [ 1 ]   |     |
| 1995                | [ 1 ]   |     |
| Dog Eat Dog         | [ 2 ]   |     |
| H-Blockx            | [ 2 ]   |     |
| Alanis Morissette † | [ 2 ]   |     |
| Portishead          | [ 2 ]   |     |
| Weezer              | [ 2 ]   |     |
| 1996                | [ 2 ]   |     |
| Garbage             | [ 3 ]   |     |
| The Cardigans       | [ 3 ]   |     |
| The Fugees          | [ 3 ]   |     |
| Pulp                | [ 3 ]   |     |
| Skunk Anansie       | [ 3 ]   |     |
| 1997                | [ 3 ]   |     |
| Hanson ‡            | [ 4 ]   |     |
| Meredith Brooks ‡   | [ 4 ]   |     |
| Puff Daddy          | [ 4 ]   |     |
| No Doubt            | [ 4 ]   |     |
| Spice Girls         | [ 4 ]   |     |
| 1998                | [ 4 ]   |     |
| All Saints          | [ 5 ]   |     |
| Aqua                | [ 5 ]   |     |
| Eagle Eye Cherry    | [ 5 ]   |     |
| Five                | [ 5 ]   |     |
| Natalie Imbruglia † | [ 5 ]   |     |
| 1999                | [ 5 ]   |     |
| Britney Spears      | [ 6 ]   |     |
| Eminem †            | [ 6 ]   |     |
| Jennifer Lopez ‡    | [ 6 ]   |     |
| Vengaboys           | [ 6 ]   |     |
| Westlife            | [ 6 ]   |     |

### Década de 2000

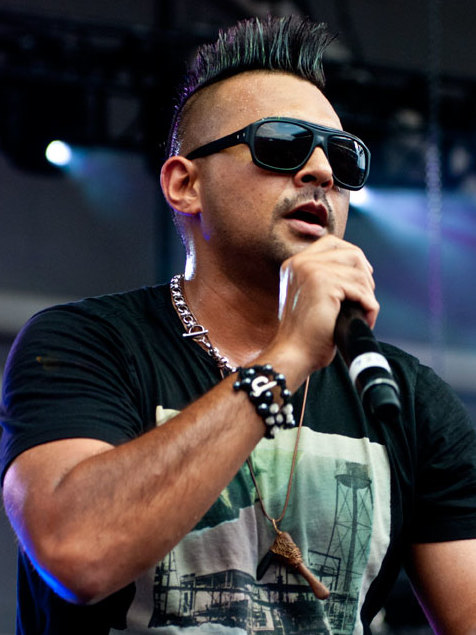
O jamaicano Sean Paul foi o pimeiro artista masculino a solo a vencer o prêmio

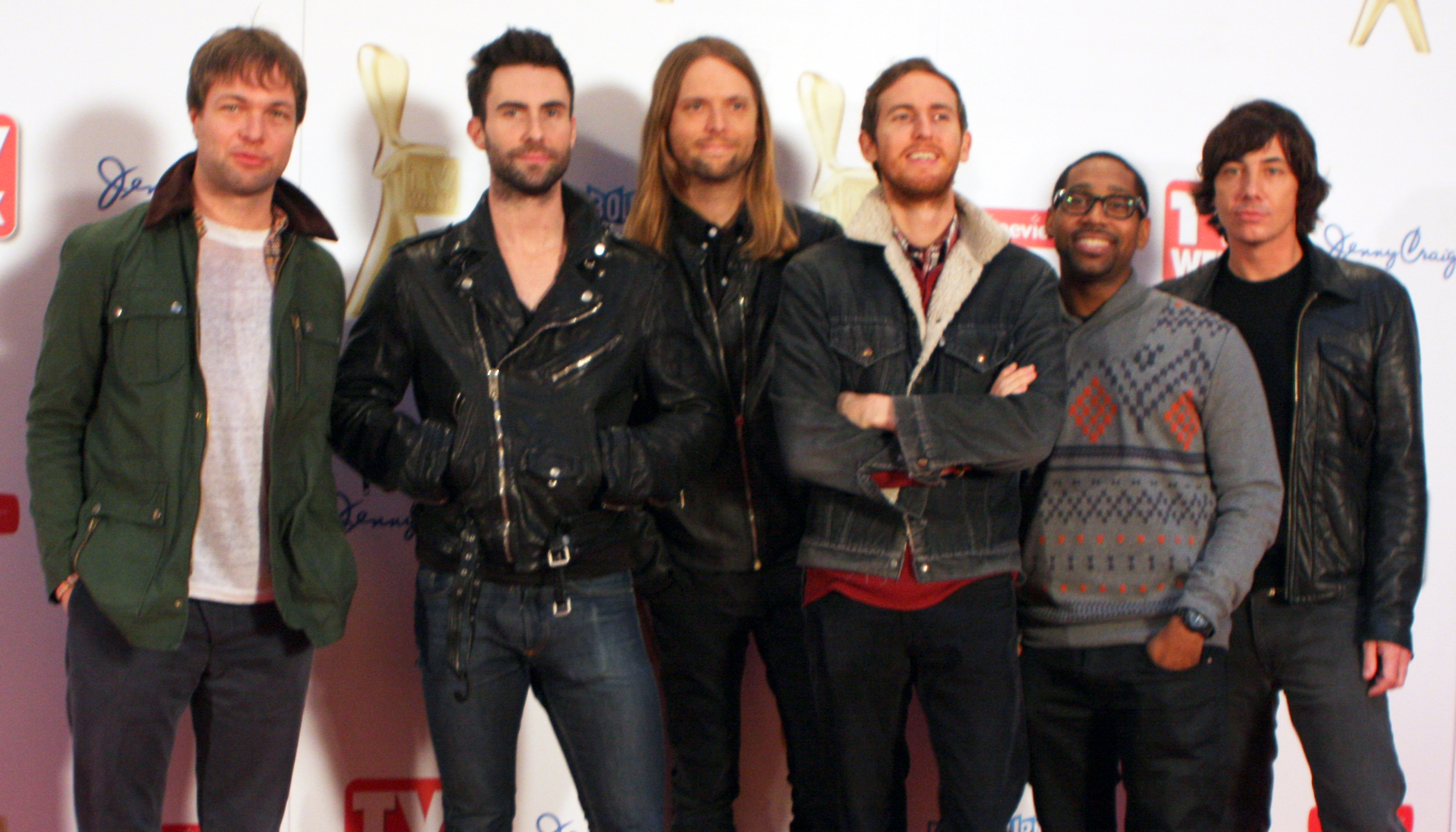
A vitória da banda americana Maroon 5 marcou a primeira vez em que um artista venceu esta categoria depois de vencer acategoria equivalente no MTV Video Music Awards no mesmo ano

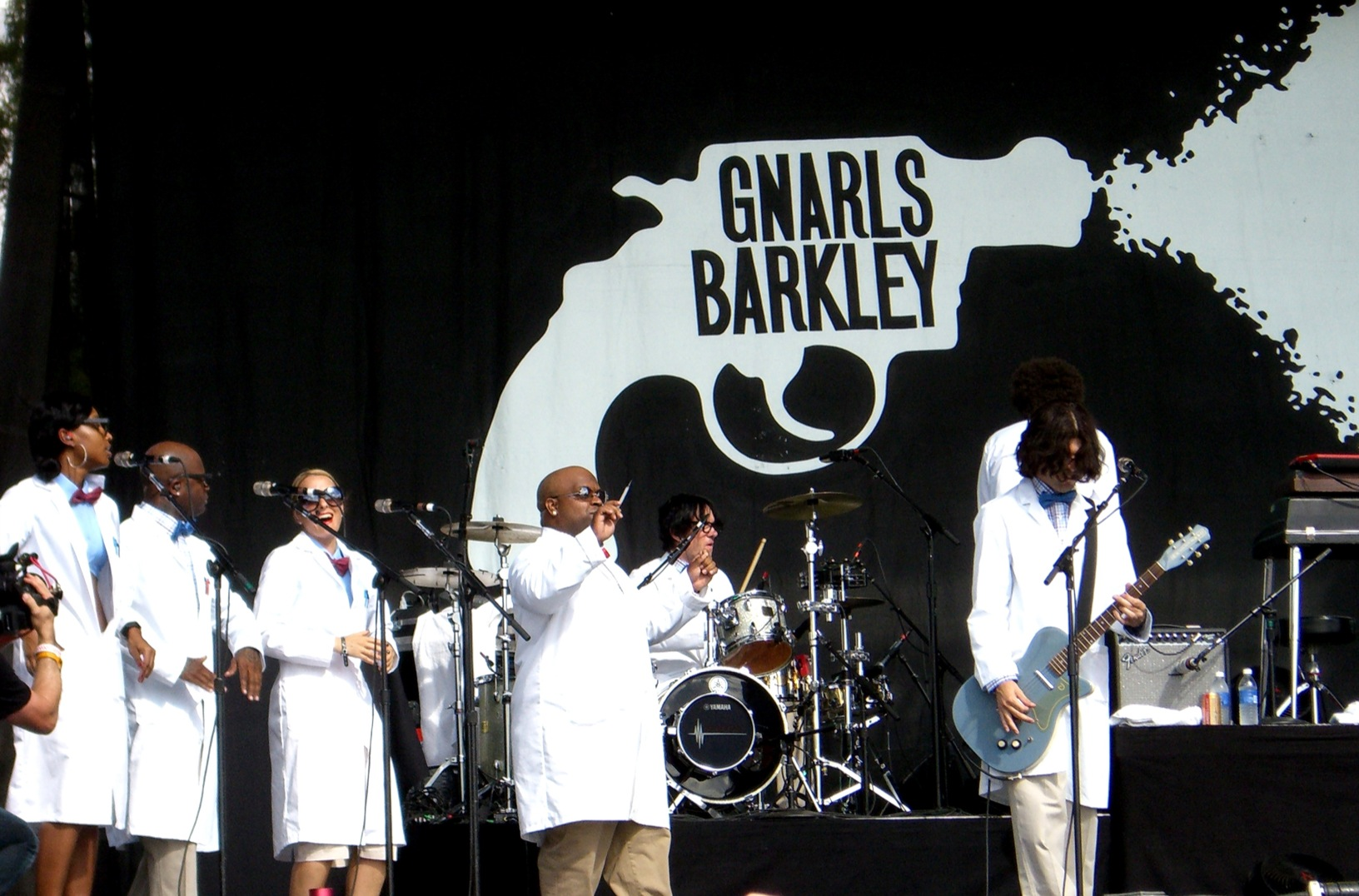
O duo americano Gnarls Barkley venceu o prêmio Future Sounds, que em 2006 substituiu o de Melhor Novo Artista

A americana Lady Gaga foi a primeira artista a solo a vencer esta categoria e a categoria equivalente no MTV Video Music Awards no mesmo ano

| Ano                 | Artista | Ref |
| ------------------- | ------- | --- |
| 2000                |         |     |
| Blink 182           | [ 7 ]   |     |
| Anastacia           | [ 7 ]   |     |
| Bomfunk MCs         | [ 7 ]   |     |
| Melanie C           | [ 7 ]   |     |
| Sonique             | [ 7 ]   |     |
| 2001                | [ 7 ]   |     |
| Dido                | [ 8 ]   |     |
| Craig David         | [ 8 ]   |     |
| Nelly Furtado       | [ 8 ]   |     |
| Gorillaz            | [ 8 ]   |     |
| Wheatus             | [ 8 ]   |     |
| 2002                | [ 8 ]   |     |
| The Calling         | [ 9 ]   |     |
| Avril Lavigne †     | [ 9 ]   |     |
| Röyksopp            | [ 9 ]   |     |
| Shakira             | [ 9 ]   |     |
| The Strokes         | [ 9 ]   |     |
| 2003                | [ 9 ]   |     |
| Sean Paul ‡         | [ 10 ]  |     |
| 50 Cent †           | [ 10 ]  |     |
| Evanescence         | [ 10 ]  |     |
| Good Charlotte      | [ 10 ]  |     |
| Justin Timberlake   | [ 10 ]  |     |
| 2004                | [ 10 ]  |     |
| Maroon 5 †          | [ 11 ]  |     |
| Franz Ferdinand     | [ 11 ]  |     |
| Jamelia             | [ 11 ]  |     |
| Keane               | [ 11 ]  |     |
| The Rasmus          | [ 11 ]  |     |
| 2005                | [ 11 ]  |     |
| James Blunt ‡       | [ 12 ]  |     |
| Akon                | [ 12 ]  |     |
| Kaiser Chiefs       | [ 12 ]  |     |
| Daniel Powter       | [ 12 ]  |     |
| Rihanna ‡           | [ 12 ]  |     |
| 2006                | [ 12 ]  |     |
| Gnarls Barkley      | [ 13 ]  |     |
| 2007                | [ 13 ]  |     |
| Bedwetters          | [ 14 ]  |     |
| Firma               | [ 14 ]  |     |
| Yakup               | [ 14 ]  |     |
| 2008                | [ 14 ]  |     |
| Katy Perry ‡        | [ 15 ]  |     |
| Miley Cyrus ‡       | [ 15 ]  |     |
| Duffy               | [ 15 ]  |     |
| Jonas Brothers      | [ 15 ]  |     |
| OneRepublic         | [ 15 ]  |     |
| 2009                | [ 15 ]  |     |
| Lady Gaga †         | [ 16 ]  |     |
| Daniel Merriweather | [ 16 ]  |     |
| La Roux             | [ 16 ]  |     |
| Pixie Lott          | [ 16 ]  |     |
| Taylor Swift        | [ 16 ]  |     |

### Década de 2010

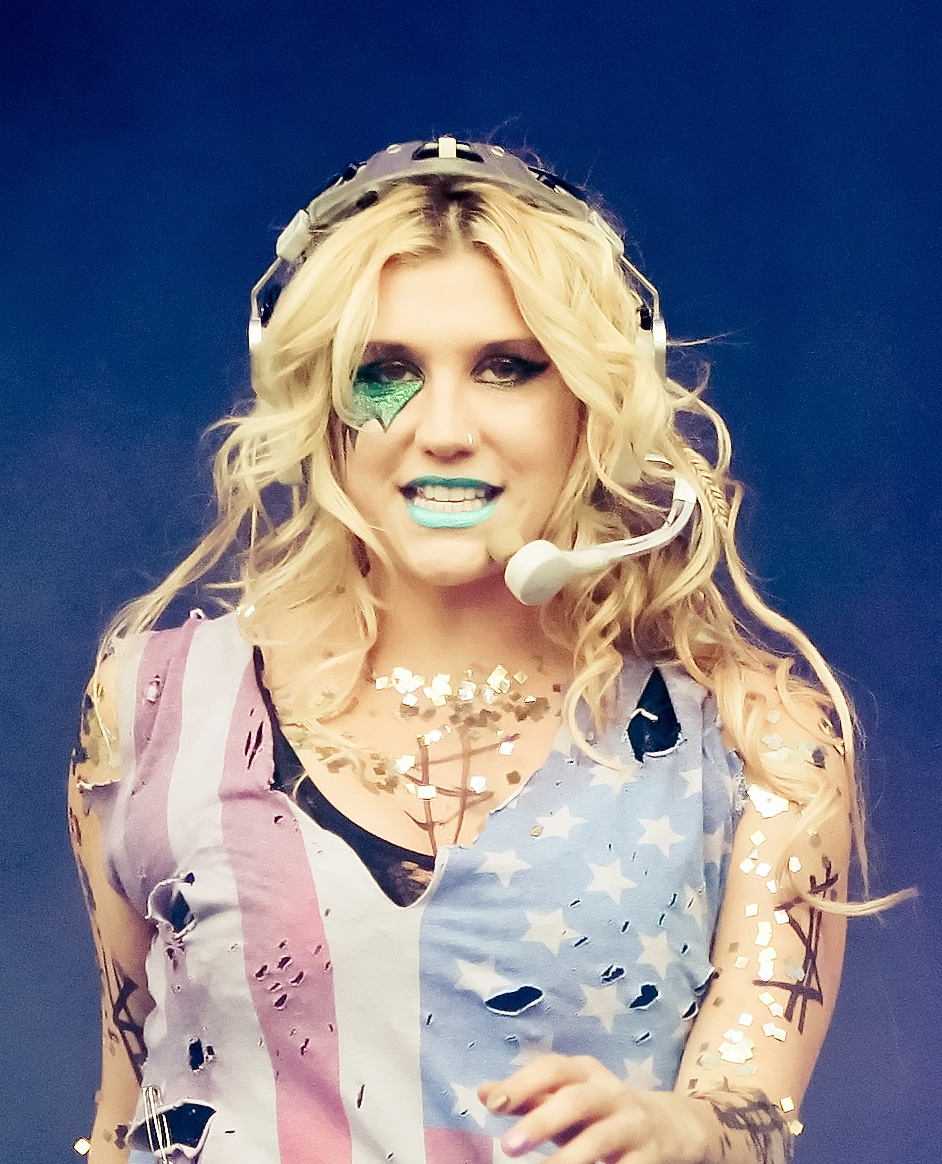
A vencedora de 2010, a americana Kesha

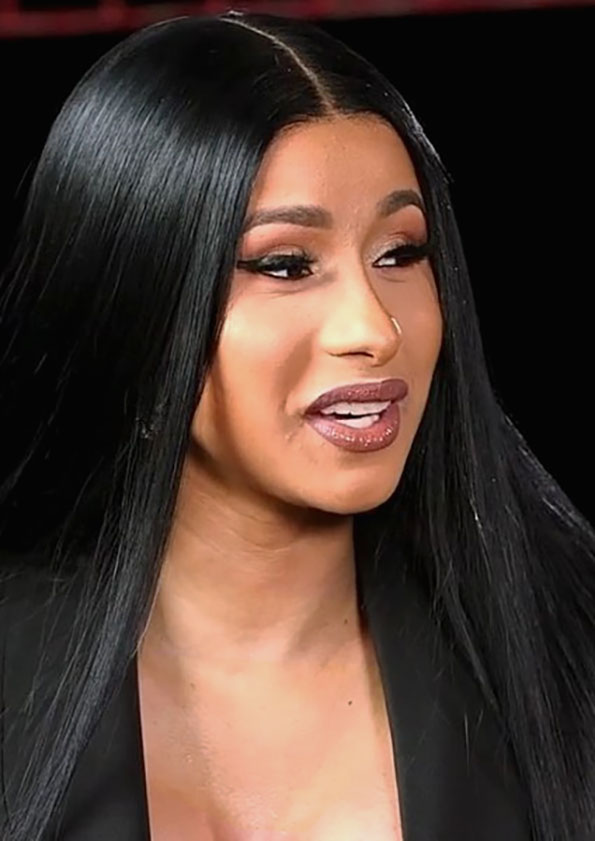
A americana Cardi B foi a primeira rapper a vencer esta categoria e a categoria equivalente MTV do Video Music Awards no mesmo ano

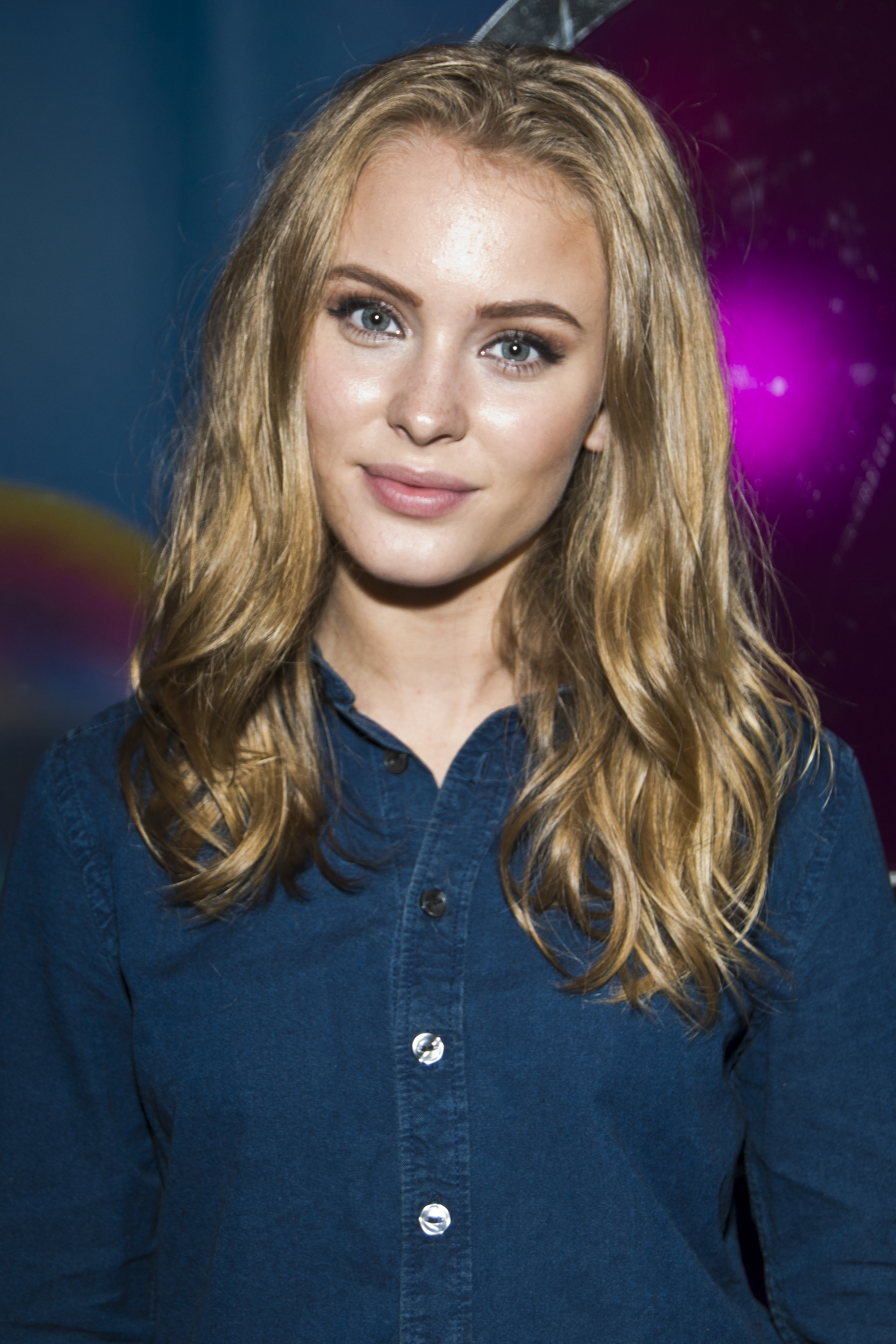
Zara Larsson é a única artista nórdica a vencer a categoria até ao momento

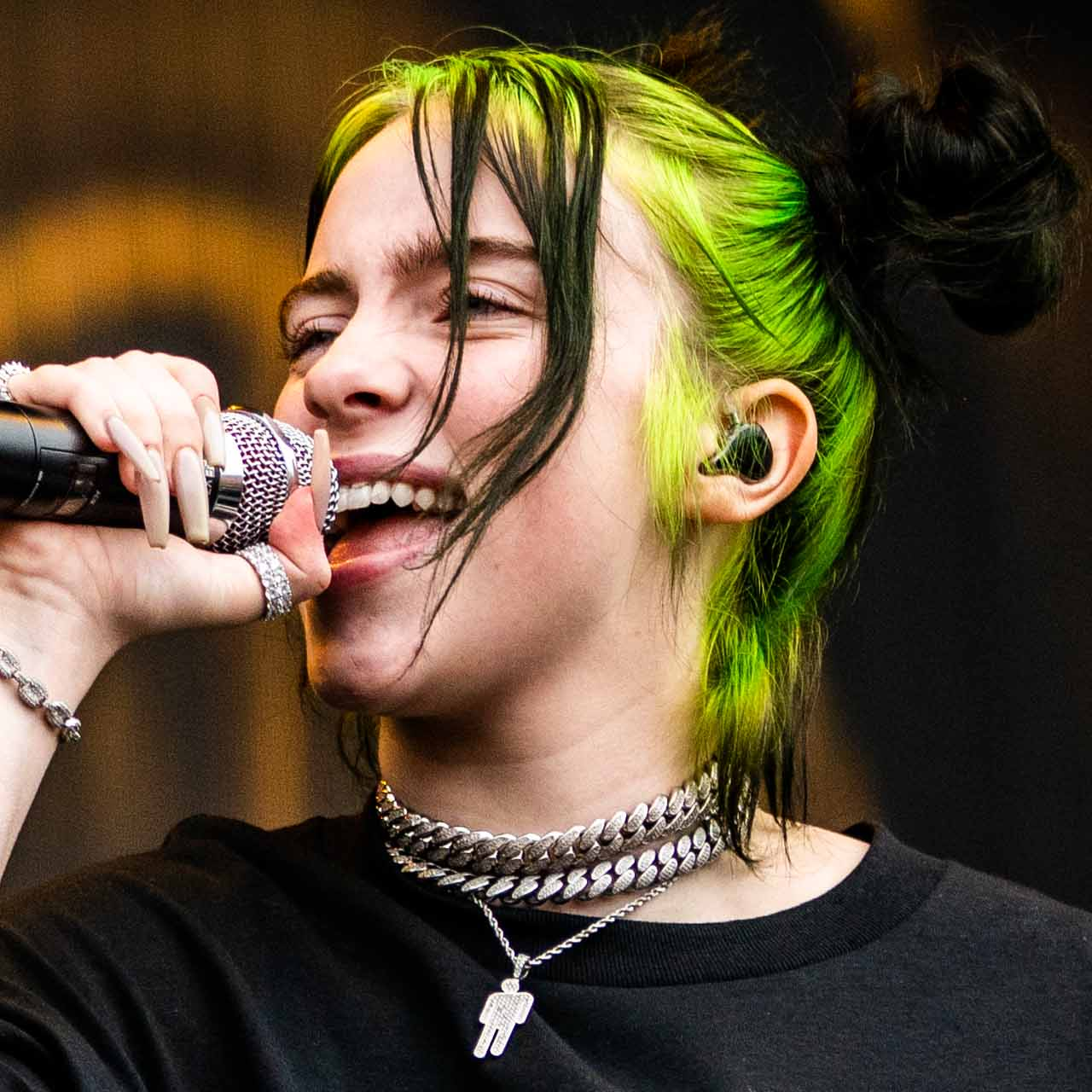
A americana Billie Eilish foi a primeira artista nascida no século 21 a vencer o prêmio e a terceira artista a solo a ser galardoada com este prêmio e o de Artista Revelação no MTV Video Music Awards No mesmo ano

| Ano                     | Artista | Ref |
| ----------------------- | ------- | --- |
| 2010                    |         |     |
| Kesha ‡                 | [ 17 ]  |     |
| B.o.B                   | [ 17 ]  |     |
| Justin Bieber †         | [ 17 ]  |     |
| Jason Derulo ‡          | [ 17 ]  |     |
| Plan B                  | [ 17 ]  |     |
| 2011                    | [ 17 ]  |     |
| Bruno Mars              | [ 18 ]  |     |
| Far East Movement       | [ 18 ]  |     |
| Jessie J                | [ 18 ]  |     |
| Wiz Khalifa ‡           | [ 18 ]  |     |
| LMFAO                   | [ 18 ]  |     |
| 2012                    | [ 18 ]  |     |
| One Direction †         | [ 19 ]  |     |
| Carly Rae Jepsen ‡      | [ 19 ]  |     |
| Fun                     | [ 19 ]  |     |
| Lana Del Rey            | [ 19 ]  |     |
| Rita Ora                | [ 19 ]  |     |
| 2013                    | [ 19 ]  |     |
| Macklemore & Ryan Lewis | [ 20 ]  |     |
| Bastille                | [ 20 ]  |     |
| Icona Pop               | [ 20 ]  |     |
| Imagine Dragons         | [ 20 ]  |     |
| Rudimental              | [ 20 ]  |     |
| 2014                    | [ 20 ]  |     |
| 5 Seconds of Summer     | [ 21 ]  |     |
| Charli XCX ‡            | [ 21 ]  |     |
| Ariana Grande           | [ 21 ]  |     |
| Kiesza                  | [ 21 ]  |     |
| Sam Smith ‡             | [ 21 ]  |     |
| 2015                    | [ 21 ]  |     |
| Shawn Mendes            | [ 22 ]  |     |
| Tori Kelly              | [ 22 ]  |     |
| Jess Glynne             | [ 22 ]  |     |
| James Bay ‡             | [ 22 ]  |     |
| Echosmith               | [ 22 ]  |     |
| 2016                    |         |     |
| Zara Larsson ‡          | [ 23 ]  |     |
| Bebe Rexha              | [ 23 ]  |     |
| DNCE †                  | [ 23 ]  |     |
| Lukas Graham ‡          | [ 23 ]  |     |
| The Chainsmokers        | [ 23 ]  |     |
| 2017                    | [ 23 ]  |     |
| Dua Lipa                | [ 24 ]  |     |
| Julia Michaels ‡        | [ 24 ]  |     |
| Khalid †                | [ 24 ]  |     |
| Kyle ‡                  | [ 24 ]  |     |
| Rag'n'Bone Man          | [ 24 ]  |     |
| 2018                    |         |     |
| Cardi B †               | [ 25 ]  |     |
| Bazzi ‡                 | [ 25 ]  |     |
| Anne-Marie              | [ 25 ]  |     |
| Hayley Kiyoko ‡         | [ 25 ]  |     |
| Jessie Reyez            | [ 25 ]  |     |
| 2019                    |         |     |
| Billie Eilish †         | [ 26 ]  |     |
| Ava Max ‡               | [ 26 ]  |     |
| Lewis Capaldi           | [ 26 ]  |     |
| Lil Nas X ‡             | [ 26 ]  |     |
| Lizzo ‡                 | [ 26 ]  |     |
| Mabel                   | [ 26 ]  |     |

### Década de 2020

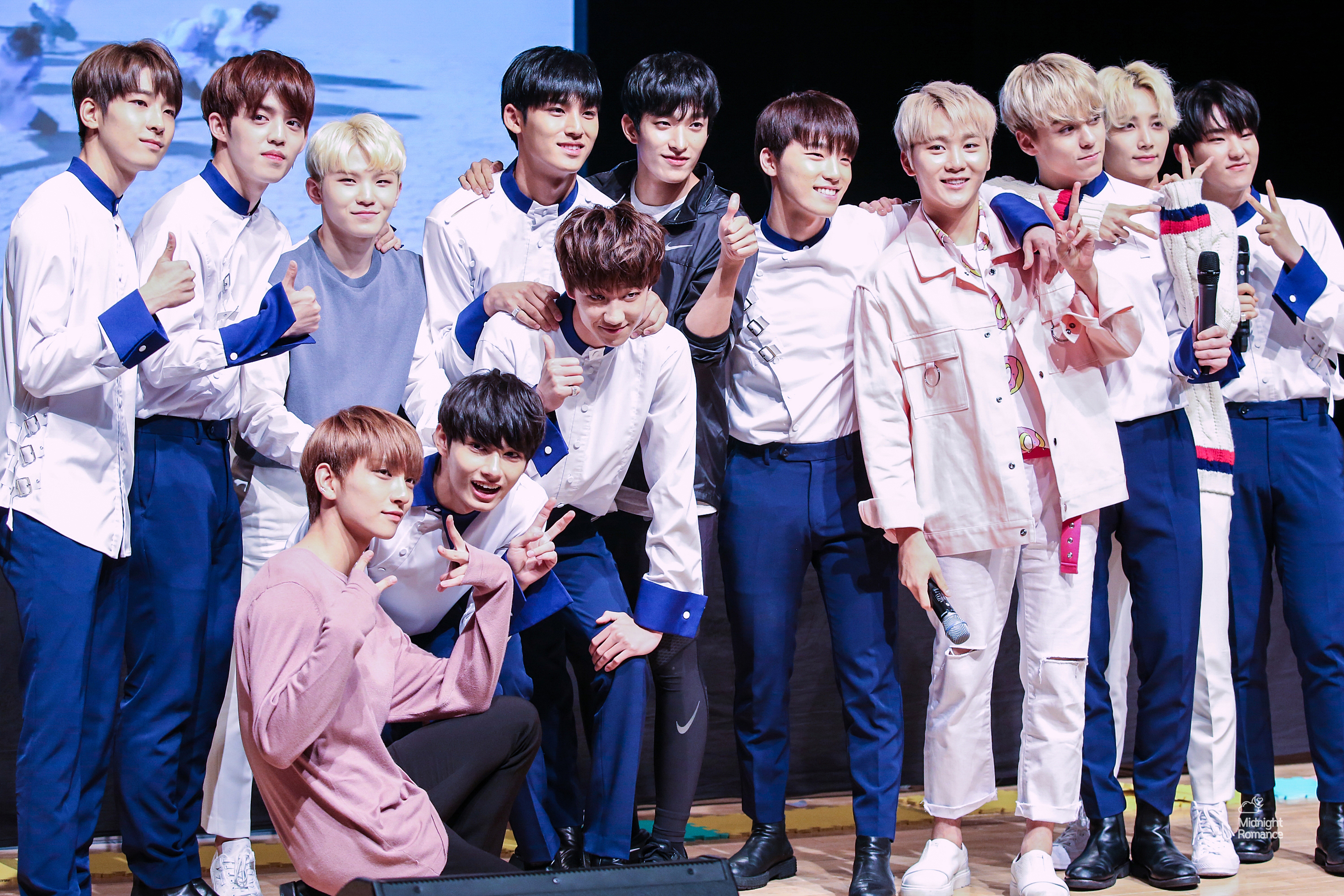
Com a vitória do boy-group Seventeen, pela primeira vez o prêmio foi atribuído a um artista asiático

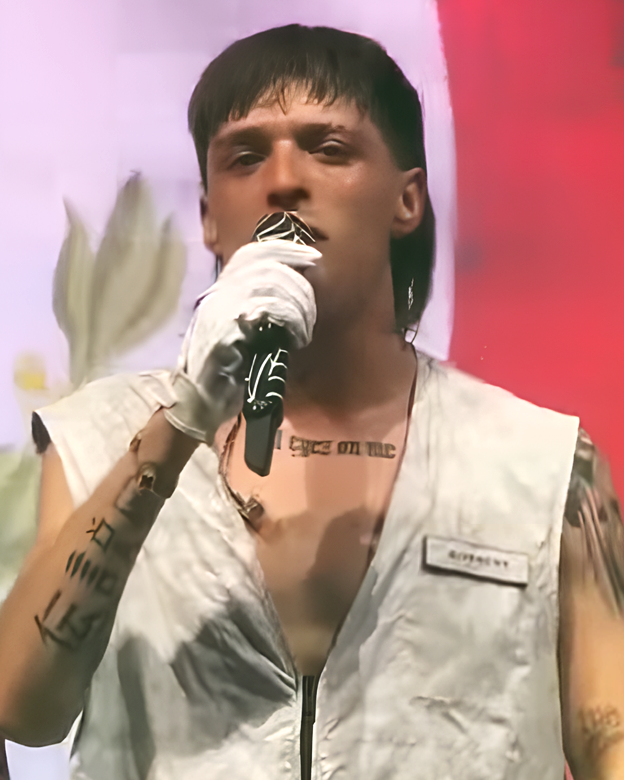
O mexicano Peso Pluma é, até ao momento, o único artista latino-americano a ser galardoado

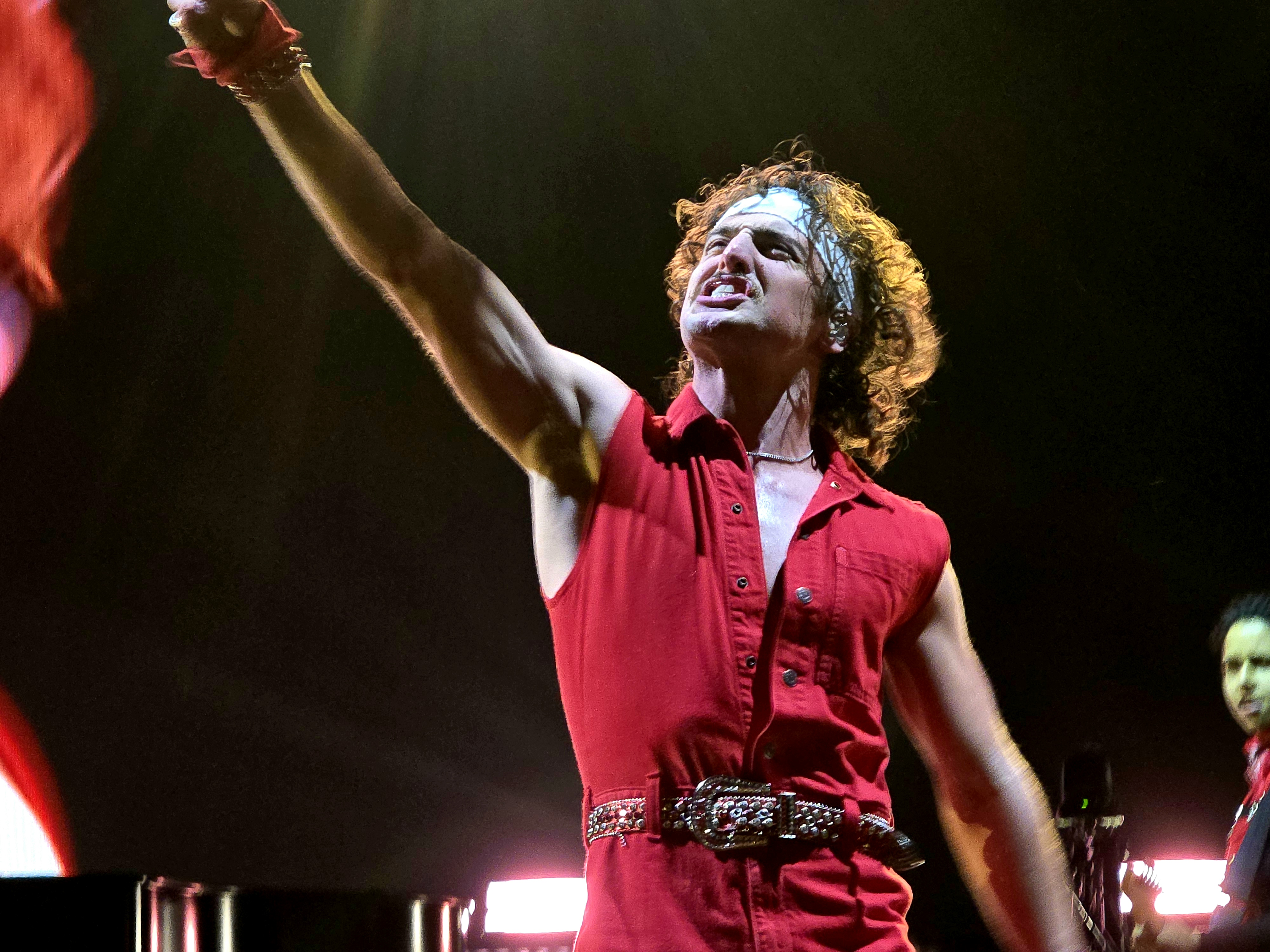
O americano Benson Boone foi o primeiro artista masculino a solo nascido no século 21 a vencer o prêmio

| Ano                   | Artista | Ref |
| --------------------- | ------- | --- |
| 2020                  |         |     |
| Doja Cat †            | [ 27 ]  |     |
| Benee ‡               | [ 27 ]  |     |
| DaBaby                | [ 27 ]  |     |
| Jack Harlow ‡         | [ 27 ]  |     |
| Roddy Ricch ‡         | [ 27 ]  |     |
| Yungblud ‡            | [ 27 ]  |     |
| 2021                  |         |     |
| Saweetie ‡            | [ 28 ]  |     |
| Giveon ‡              | [ 28 ]  |     |
| Griff                 | [ 28 ]  |     |
| Olivia Rodrigo †      | [ 28 ]  |     |
| Rauw Alejandro        | [ 28 ]  |     |
| the Kid Laroi ‡       | [ 28 ]  |     |
| 2022                  |         |     |
| Seventeen ‡           | [ 29 ]  |     |
| Baby Keem ‡           | [ 29 ]  |     |
| Dove Cameron †        | [ 29 ]  |     |
| Gayle ‡               | [ 29 ]  |     |
| Stephen Sanchez       | [ 29 ]  |     |
| Tems                  | [ 29 ]  |     |
| 2023                  |         |     |
| Peso Pluma ‡          | [ 30 ]  |     |
| Coi Leray             | [ 30 ]  |     |
| Flo                   | [ 30 ]  |     |
| Ice Spice †           | [ 30 ]  |     |
| PinkPantheress ‡      | [ 30 ]  |     |
| Reneé Rapp ‡          | [ 30 ]  |     |
| 2024                  |         |     |
| Benson Boone ‡        | [ 31 ]  |     |
| Ayra Starr            | [ 31 ]  |     |
| Chappell Roan †       | [ 31 ]  |     |
| Le Sserafim           | [ 31 ]  |     |
| Teddy Swims ‡         | [ 31 ]  |     |
| The Last Dinner Party | [ 31 ]  |     |
| Tyla ‡                | [ 31 ]  |     |